# Listrognathus loisi
Listrognathus loisi är en stekelart som beskrevs av Schwarz 1999. Listrognathus loisi ingår i släktet Listrognathus och familjen brokparasitsteklar. Inga underarter finns listade i Catalogue of Life.